# Arthur Karlsson
Karl Arthur "Atte" Karlsson, född 23 juni 1914 i Ekeby församling, död 30 augusti 1977 i Osby församling, var en svensk fotbollsspelare.
Karlsson representerade Landskrona Bois i Allsvenskan 1934/1935–1941/1942. Sammanlagt gjorde han 186 allsvenska matcher (8 mål) för klubben.
År 1935 spelade Karlsson en A-landskamp och en B-landskamp för Sverige.